# II. Menelik etióp császár
II. Menelik (Ankobar, Soa, Etiópia, 1844. augusztus 17. – Addisz-Abeba, 1913. december 12.), eredeti neve: Szahle Mariam, Etiópia császára és Soa királya. Zauditu etióp császárnő apja és V. Ijaszu etióp császár nagyapja. Az Etióp Császárság egyik legnagyobb uralkodója, aki megállította az olaszokat az aduai csatában 1896-ban. Így történhetett, hogy Afrikában Libéria mellett csak Etiópia tudta megőrizni a függetlenségét.

## Menelik útja Soa királyi trónjáig
II. Menelik ősi soai uralkodócsalád leszármazottja volt. A dinasztia megalapítói, Aszfa Vosszen (ur. 1775–1808), majd Szahla Szelasszé négus (ur. 1813–1847, Menelik nagyapja) amhara uralom alá hajtották Soát és az ott letelepült oromó népességet.
Mint már volt róla szó, Menelik apja, Hajla-Malakot, II. Tevodrosz 1855-ös hadjárata idején meghalt. A trón Meneliket illette, aki azonban nem volt hajlandó behódolni Tevodrosznak, ezért elmenekült. Később elfogták, és Magdala erődjében tartották fogva, ahonnan 1865-ben sikerült megszöknie. Voltaképpen ekkor kezdődik uralkodása Soában, noha sohasem mondott le a trónról öccse, Hajla-Mikaél javára.

## Menelik hódításai
Menelik az utolsó etióp uralkodó, akinek a nevéhez jelentős hódítások, a birodalom határainak tágítása fűződik. Reá várt a Soában letelepedett, és ősei által leigázott oromo területek pacifikálása, majd 1875-ben még délebbre, a gurágé területekre hatolt be. Délnyugaton, Welega tartományban a gurágék fegyveresen is ellenálltak, segítették őket a Vollóból idemenekült muszlimok, és talán mahdista kapcsolataik is voltak. E vidékre a godzsami uralkodó is igényt tartott, aki az Abbay-tól (Kék-Nílustól) délre számos kis oromo államot behódoltatott. Soa és Godzsam területi vitája végül az 1882-es embabói csatában dőlt el az előbbi javára, ami „Menelik útlevele volt délnyugat felé” (Bahru, 62). Welegát, Kaffát és Illubabort végül Menelik hadvezére, rasz Gobana csatolta a birodalomhoz, 1888-ban. Közben maga Menelik sem tétlenkedett: a nyugati hadjáratokat kihasználva nyugtalankodni kezdtek az arsi muszlim klánok, akiket a király vert le 1886-ban, az azulei csatában. Ezek a hódítások tették Meneliket Johannész császár egyetlen méltó ellenfelévé.
Arsi ismételt pacifikálása azonban több volt, mint rendcsinálás: a cél Harar ősi emirátusának megszerzése volt. Az egyiptomiak 1885-ben elfoglalták a várost, ahol helyreállították az emirátust (addig török kézen volt). Abdullah emír nem is titkolta, hogy a környező oromo népességet igyekszik behódoltatni, Menelik azonban pontosan tudta, hogy a nagyobb veszély az európai behatolásban rejlik, ezért meg kellett előznie őket. Amikor 1886 áprilisában az emír emberei Harartól északra lemészárolták Porros olasz gróf expedícióját, eljött a cselekvés órája. Mielőtt elindult a hadjáratra, körlevelet intézett az európai uralkodókhoz (főként I. Umberto olasz királyhoz), amelyben történeti és gazdasági érvekkel legitimálta Etiópia jogát a területre. A dologban kétségtelenül van némi csalafintaság: mindenekelőtt, mire a levelek Európába érkeztek, a város meghódítása már tény volt. Másrészt, Harar és vidéke a középkor folyamán valóban Etiópia része volt, de a keresztény jelenlét sohasem volt tartós. Ráadásul Menelik ekkor még nem Etiópia, hanem „csak” Soa uralkodója volt. Ugyanakkor igaz az is, hogy ha nem lép fel határozottan, Harar előbb-utóbb valamelyik Európai hatalom gyarmataként végezte volna. 1887. január 6-án, a Csalankó-i csatában Menelik leverte az utolsó harari emír seregeit és bevonult a városba. A tartomány kormányzását Menelik unokatestvére, Makonnen Valda-Mikaél kapta meg.
Menelik 1888-ra hatalmas terület ura lett, hatalmasabbé, mint amekkorát Johannész császár uralt. Sokak számára nem volt kérdéses, hogy Menelik lesz az új császár, azonban számára súlyos akadályt jelentett, hogy Johannész a halálos ágyán fiát, Mangasát nevezte meg örököséül, akit pár nappal a matammai csata után meg is koronáztak. Igazság szerint amikor Menelik értesült Johannész haláláról, Etiópiának már volt egy császára. Menelik azonban ezzel nem törődve 1889. november 3-án magát is megkoronáztatta. Ezen a ceremónián részt vett az abun (az etióp ortodox egyház feje) is, így a két koronázás közül az etióp hagyományok értelmében Meneliké volt a törvényes.

## Menelik és az olaszok
Amikor 1869-ben megnyílt a Szuezi Csatorna, az európai hatalmak afrikai érdeklődése robbanásszerűen megnőtt, kezdetét vette a nyílt versengés. Nagy-Britannia 1882-ben egyoldalúan megszállta Egyiptomot, ami szükségszerűen azt is jelentette, hogy ellenőrzés alá kellett vonniuk a Nílus völgyét is, mivel Egyiptom gazdaságának mindig is ez volt az ütőere. Miután a Nílus termékeny hordalékát az etióp magasföldek esői mosták a folyóba, Anglia határozottan támogatni kezdte új európai szövetségesét, Olaszországot, gyarmati riválisa, Franciaország ellenében.
A 19. század etióp uralkodói, mint Tevodrosz is, még maguk kezdeményezték az európai kapcsolatokat, szövetségest keresve a tartományurak vagy a muszlim Egyiptom ellen. Korábban láttuk, hogy Johannész uralkodása alatt az olaszok megkörnyékezték Meneliket, akiről azt gondolták, érdektelen számára, ha északon minél nagyobb területet szereznek meg.
Az olaszok és Menelik kapcsolatai az 1870-es évekre nyúlnak vissza, amikor Orazio Antinori márki „földrajzi” expedíciója Soába érkezett. (Sőt, már ezt megelőzően is voltak Soának „olasz” kapcsolatai, Lorenzo Massaia kardinális, a dél-etiópiai Apostoli Vikariátus vezetőjének személyében.) A legelső szerződésben, amelyet Menelik és Antinori megkötött, még csupán az expedíció tagjairól volt szó, akiknek biztonsága fejében Menelik ígéretet kapott európai fegyverek vásárlására. 1882-ben már egy igazi olasz diplomata, Pietro Antonelli báró érkezett, hogy egy évvel később megkösse az első diplomáciai egyezményt Soa és az Olasz Királyság között. A szerződés biztosította a konzulok kölcsönös cseréjét, a két ország alattvalóinak szabad mozgását, a kereskedelmet és a misszionáriusok igehirdetését. Az olasz állampolgárok ezzel területen kívüliséget kaptak Soában (konzuli bíráskodás), továbbá Soa lehetőséget kapott arra, hogy külügyeit Olaszország közvetítésével intézze. A következő szerződés 1887-ben született, a szégyenteljes Dogali-i vereséget követően (ld. az előző fejezetet), amikor is az olaszok 5000 Remington puskával próbálták megvásárolni Menelik semlegességét Olaszország és Johannész császár konfliktusában. A szerződés egyik pontja a későbbiek fényében különösen ironikus, ugyanis Etiópia ígéretet tett arra, hogy a kapott fegyvereket nem fordítják olaszok ellen, az olaszok pedig nem annektálnak további etióp területeket.
A sorsdöntő szerződés 1889 májusában köttetett meg a Volló tartománybeli Wuchalé-ban (olasz írásmódja: Ucciali). Menelik ekkor már egész Etiópia uralkodója volt: március 25-én, 16 nappal Johannész halála után császárrá nyilvánította magát. Az újabb egyezményben Menelik, mint császár elismerte az addig északon megszerzett olasz területeket. A szerződés végzetes pontja a 17. cikkely lett. Egy – feltehetően szándékos – fordítási pontatlanságból kifolyólag a szöveg olasz változata kimondta, hogy Menelik köteles olasz közvetítéssel intézni Etiópia külügyeit, más szóval minden diplomáciai lépéséhez Olaszország jóváhagyását kellett kérnie. Az eredeti amhara nyelvű szöveg ezzel szemben az olasz közvetítést, csak mint lehetőséget hagyta jóvá. Az olaszok kezdettől fogva saját értelmezésüket hangoztatták, vagyis, hogy Etiópia a szerződéssel olasz protektorátussá vált. Ezt a nagyobb európai hatalmak, Oroszország kivételével, el is ismerték. A következő években az olaszok minden erőfeszítése arra irányult, hogy sajátos felfogásukat Menelikkel is elismertessék, miközben az 1890 óta Eritreának nevezett területen igyekeztek olasz hűségre esketni a tigré hercegeket. E téren jelentős siker volt, amikor Johannész fia, rasz Mangasa tette ezt meg 1891-ben. A Wuchaléi Szerződést 1890 márciusában kiegészítették a Denghelti Konvencióval, amely lehetővé tette Menelik számára, hogy Tigré élére törvényes soai kormányzót nevezzen ki. Ez azonban csak egy újabb feszültségforrás lett.

## Addisz Ababa megalapítása
Menelik idejéig az etióp uralkodók amolyan „vándorló” udvartartást folytattak, ami az erősen feudális jellegű gazdaság következménye volt. Ez azt jelentette, hogy területeiken több megerősített központot létesítettek, amelyek között folyamatosan vándoroltak, bár e központok között általában mindig volt egy kitüntetett hely, mint például Johannész esetében Makallé, vagy a soai uralkodók esetében Ankobar.
Menelik, hódításai során több újabb központot erősített meg, amelyek egyike 1881-től az Entotto nevű hegyen volt. Az állandó jellegű épületek építése 1882-ben kezdődött, majd 1886–87-ben, miközben Menelik a harari hadjárattal volt elfoglalva, felesége, Taitu, a hegyekből az alant húzódó völgybe (Finfini) költöztette az udvart, ahová a számtalan meleg vizű forrás csábította. A hely később az Addisz Ababa (Új Virág) nevet kapta. A település azonban ekkor még mindig csak egy volt Menelik székhelyei között, sőt az uralkodó egy ideig nem is ezt akarta végleges fővárosává tenni, hanem a 60 km-re nyugatra fekvő Addisz Alemet, ahol már a császári palotát is felépítették. Addisz Ababa csak 1892-től számítható Etiópia fővárosának, amikor végül itt (is) felépült a palota (gebbi), és a külföldi képviseletek is ide tették székhelyüket.

## A Nagy Éhínség
Bár a középkori forrásokban is bőven találhatunk adatokat arra nézve, hogy a parasztság nagy része olykor nyomorgott, ezek többnyire a feudális rendszer túlkapásainak és a katonai rekvirálásoknak voltak köszönhetők.
1888 és 1892 között azonban korábban sohasem tapasztalt éhínség sújtotta a birodalmat, amely a nép emlékezetében, mint Gonosz Napok (Kefu Qan) maradtak meg. A katasztrófa nem csupán Etiópiát érintette, hanem kiterjedt Kelet-Afrika és Szudán más részeire is. Maga az éhínség több ok szerencsétlen egybeesésének következménye volt.
A közvetlen kiváltó okok közül kiemelkedik az a tény, hogy az olaszok behurcolták Eritreába a marhapestist, aminek következményeként számos régióban (főleg Eritrea, Tigré, Volló) a marhaállomány 90–100%-a elpusztult. A természeti katasztrófát emellett szokatlan szárazság és sáskajárás is súlyosbította.
Az okok azonban ennél mélyebben is gyökereznek: a csaknem egy évszázadon át tartó folyamatos háborúk következtében az élelemtermelő parasztság életfeltételei drasztikusan romlottak, a békés földművelés egész tartományokban vált lehetetlenné. Ahol mégis arattak, ott a katonaság élte fel a termést. Az újabb kutatások azt is kimutatták, hogy Észak-Etiópia természetes flórája már ekkor az elöregedés jeleit mutatta: a fás területek csökkentek, a földek termékenysége visszaesett, a marhaállomány kiesése miatt pedig a trágyázás is lehetetlenné vált.
Az éhezés teljesen felborította a társadalmi normákat: a népesség semmibe vette a vallás étkezési előírásait, és a tilalom alá eső állatok húsát kezdték fogyasztani, sőt, olykor kannibalizmus is előfordult. De ami ennél is rosszabb, tömegek menekültek az öngyilkosságba az éhhalál elől. Etiópia még nem volt eléggé egységes és szervezett ahhoz, hogy a katasztrófától megkímélt déli területekről mozgósítani lehetett volna a tartalékokat. Menelik és Taitu császárné tehetetlen volt.

## Az aduai csata és következményei

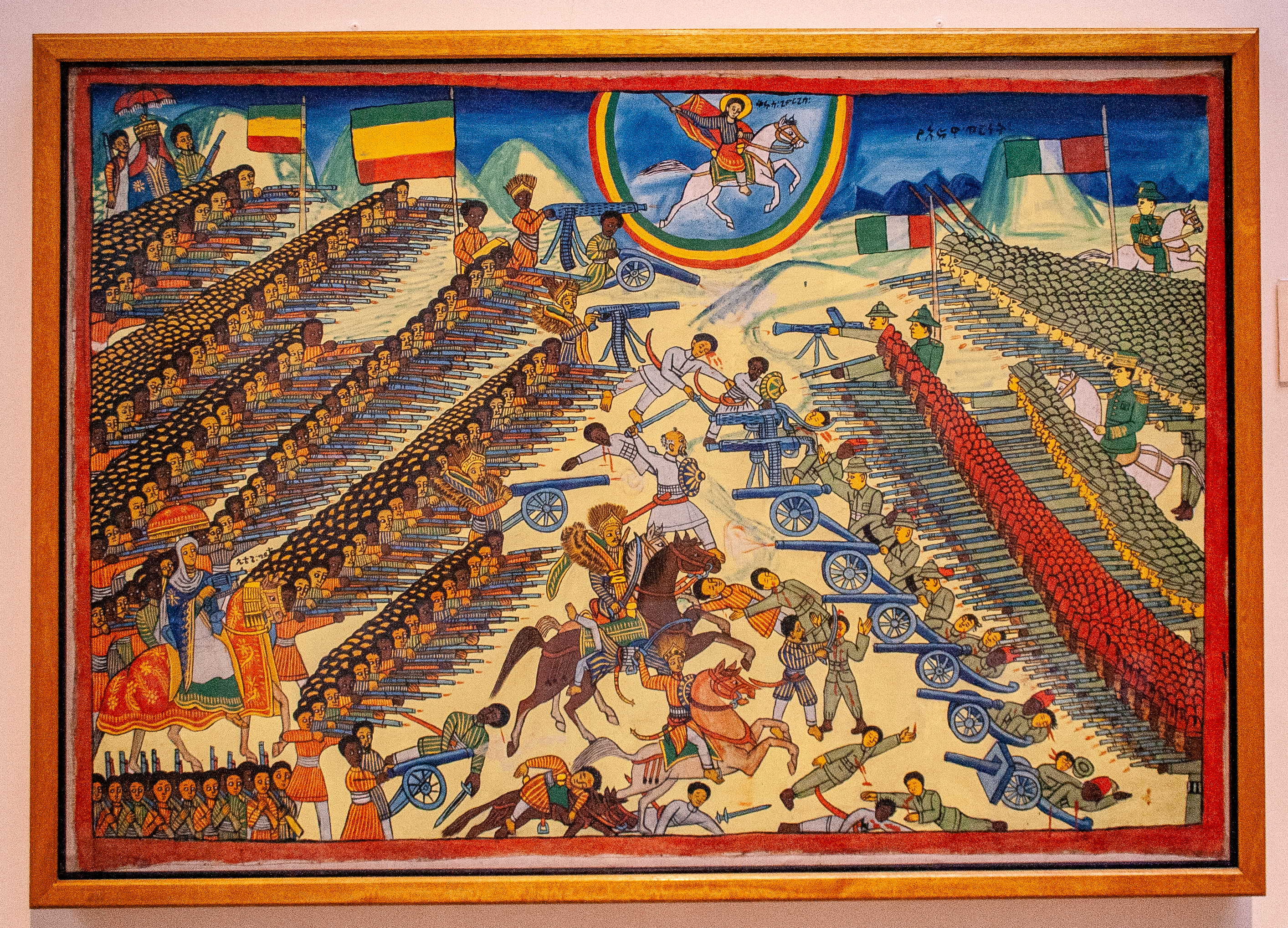
Az aduai csata 1940-es etióp festményen. Balra fent II. Menelik, balra lent a felesége, revolverrel. Középen fent Szent György ábrázolása

Tulajdonképpen helytelen az eseményt egyetlen csata alapján jellemezni, ezért manapság már inkább második olasz–etióp háborúról érdemes beszélni. Korábban láttuk, miként értelmezték Olaszországban a wuchaléi szerződést. A protektorátus számukra legitimáló tényező volt ahhoz is, hogy igyekezzenek Eritrea déli határait minél délebbre tolni, annál is inkább, mert rasz Mangasa, Tigré uralkodója felesküdött nekik. Mangasa tettét, minden bizonnyal a Menelikkel szembeni bosszú motiválta, hiszen szeretett volna apja, IV. Johannész nyomdokaiba lépni. Hamarosan azonban ő is belátta, az olaszok tigréi terjeszkedését nem lesz képes egyedül megakadályozni, és a birodalom egysége fontosabb a regionális érdekeknél. Így közeledni kezdett Menelikhez, miközben napirendre kerültek az összecsapások a tigréi és az olasz csapatok között, utóbbiak elfoglalták Makallét, Tigré fővárosát is. Meg kell jegyezni, hogy Mangasa „megtérése” után is voltak Tigrében földesurak, akik az olaszokat támogatták, és sokan közülük csak az aduai csata küszöbén álltak a birodalmi érdekek szolgálatába.
1895 nyarára az olaszok belátták, hogy sem diplomáciai úton, sem hamis fondorlatokkal nem képesek további etióp területeket bekebelezni, miáltal csak a katonai „megoldás” maradt. A haditerv első részében a Marab folyó átlépése és Adigrat elfoglalása szerepelt. Menelik a veszély hírére 1895. szeptember 17-én kelt hadiparancsa hamarosan 100 000 főnyi hadsereget szólított hadba, amelynek élén haladéktalanul Tigrébe sietett. Ez az etióp hadsereg már a nemzeti egység vitathatatlan jeleit mutatta: szinte nem volt a birodalomnak olyan szeglete, amelyből ne érkeztek volna egységek a hadseregbe, beleértve az alig pár évvel azelőtt meghódított részeket is. Az etióp hadsereg azonban igen rosszul állt fegyverzet terén. Modern lőfegyverei szinte csak Menelik és rasz Mangasa csapatainak voltak, ott is kis mennyiségben. Menelik a hadjárat előtt fegyvervásárlási tárgyalásokba kezdett az Osztrák–Magyar Monarchiával és Németországgal, de ezek később olasz nyomásra visszakoztak. A háború előtt így csak Franciaországból érkezett némi utánpótlás.
Az első összecsapás még 1895. december 7-én történt az Amba Alagi hegy lábánál: ez volt az olaszok által addigra elért legdélebbi pont. Toselli őrnagy előőrsét fitaurari Gabajjahu támadta meg, és szórta szét, miközben rasz Makonnen már béketárgyalásokat szeretett volna folytatni. Az olaszok azonban időközben megerősítették Makallé erődjét, ahová Toselli csapatainak túlélői is menekültek. Az etióp hadsereg körülvette a várost, és szabályosan kiéheztette a bentlévőket, akik leginkább víznek voltak híján. Az olaszok rákényszerültek a tárgyalásokra, melyek során Menelik –, hogy bebizonyítsa őszinte békevágyát – szabad eltávozást biztosított a Makalléban rekedt olaszoknak, sőt még teherhordó állatokat is a rendelkezésükre bocsátott. E nemes gesztusról írta Magyarországon a Vasárnapi Ujság 1896. március 22-i száma, hogy „Menelik s általában az abessziniaiak még egészen a középkori lovagias gondolkodásmódnak hódolnak, s ebben a háborúban is sokszor tanúsítottak nemes érzelmeket a legyőzött ellennel szemben”.
Az európai harcmodorhoz (és erkölcsökhöz) szokott olasz hadvezetést azonban nem hatotta meg a keresztényi jó cselekedet, és továbbra is elfogadhatatlan békefeltételekkel álltak elő. Meneliknek azonban nem volt ideje alkudozásra, mert hatalmas hadseregében időközben ellátási nehézségek merültek fel. Az olaszok főparancsnoka, Oreste Baratieri tábornok, hibásan értelmezve az aduai etióp táborban észlelhető nyugtalanságot, a támadás mellett döntött.
Az aduai csata 1896. február 29-én éjjel indult meg, amikor az olasz hadsereg három oszlopban vonult az etióp tábor ellen. Az éjszakai időpont ellenére sem sikerült meglepni az etiópokat, akik közül sokan nem értettek egyet Menelik makalléi nemeslelkűségével, és vérszomjasan várták az összecsapást. Az etióp hadsereg parancsnokai között ott találjuk rasz Mikaélt (Volló), rasz Makonnent (Harar), rasz Mangasát (Tigré) és Takla-Hájmánót négust (Godzsam). Az olasz csapatokat Baratieri mellett Vittorio Dabormida, Giuseppe Arimondi és Matteo Albertone tábornokok vezették. Általános vélekedés, hogy hiba volt Baratieri részéről három részre osztani az olasz csapatokat, mert ezzel az egyes seregrészek elvesztették a modern fegyvereik által nyert előnyüket. A csata során az etiópok hamar bekerítették Albertonét, akinek felmentésére Dabormidának a jobb szárnyról a balra kellett átvonulnia. Az olasz hadrend és haditerv ezzel teljesen felborult, következésképp az etiópok lassú, de biztos győzelmet arattak: az utolsó puskalövések március 1-jén délben dördültek el.
Az aduai csata jelentőségét nem szabad sem alá-, sem túlbecsülni. Kétségtelen, hogy feketék győzelme volt a fehérek felett, bár Európa éppen ennek kapcsán „fedezte fel”, hogy az etiópok nem is „négerek”: a fehér felsőbbrendűség képtelen lett volna szembesülni azzal, hogy vereséget szenved egy „fekete” hadseregtől. Mint a Vasárnapi Ujság már idézett cikke írja, „az az elterjedt vélemény, hogy az abesszíniaiak még egészen vadak, teljesen hibás”.
Láttuk korábban, hogy IV. Johannész győzelmeit sokan nagyobb dicsőségnek tartják az aduai csatánál. Kétségtelen az is, hogy Olaszország gyarmatosító lendületét csak megfékezni sikerült, meggátolni nem. Ami mégis a csata jelentőségét illeti, az sokkal inkább kontinentális (afrikai) és faji (fekete) léptékben érvényesült. A korabeli világ távközlése már elég fejlett volt ahhoz, hogy az olasz vereség híre 24 órán belül bejárja a világot, az amerikai feketék nem kis örömére. Etiópiát az aduai csata tette az ő szemükben az ígéret földjévé, amelyet a „feketék istene” megoltalmaz a fehérek gyarmatosításától. Ide vezetnek vissza a jamaicai rasztafarianizmus és a dél-afrikai etiopianizmus gyökerei. A mindenkori etióp uralkodó ettől kezdve istennek kijáró tiszteletnek örvendett az egész fekete világban.
Aduának voltak ennél kézzelfoghatóbb politikai következményei is. A britek, akik olasz győzelmet vártak, most döbbenten látták, hogy a Nílus-kérdés továbbra is nyitott. Vagyis Európából nézve a független Etiópia továbbra is szabad prédának látszott. Az első pillanatban úgy tűnt, az etióp győzelemből a franciák húznak majd hasznot. Az angolok félelme, hogy Menelik most majd a franciák „karjaiba veti magát”, nem volt alaptalan. Franciaországnak régóta dédelgetett terve volt, hogy nyugat-afrikai és kelet-afrikai (Dzsibuti) gyarmatait összekösse. Szudánban még mindig tartotta magát a mahdista állam és Adua nyitva hagyta a kérdést, hogy melyik európai állam lesz képes azt bekebelezni. Nyugat és kelet felől egyszerre indult egy-egy francia expedíciós hadsereg a Nílus felé: Kongóból Marchand tábornok, Dzsibutiból Etiópián át (Menelik engedélyével) Bonchamps márki. Menelik mégsem volt egyértelműen a franciák kiszolgálója: egyrészt kihasználta az alkalmat, és a Bonchamps-expedícióba bekapcsolódva újabb területeket kapcsolt a birodalomhoz (Bela Sangul és Aszosza), másrészt egyezményt kötött Nagy-Britanniával, hogy a mahdisták részére nem enged át fegyverszállítmányt Etiópia területén.
Etiópia minden bizonnyal az aduai csatának köszönheti máig egyetlen vasútvonalát. Egy francia társaság még 1894-ben megkapta a vasútépítési koncessziót („Dzsibutiból Addisz Ababán át a Nílusig”), de a bizonytalan helyzet miatt az építkezések nem kezdődtek meg. Most, hogy ismét megnyílt a lehetőség a francia gyarmatok összekötésére, 1897-ben megkezdődött a sínek lefektetése.
A franciák azonban nem jártak sikerrel. Marchand 1898-ban ugyan teljesen elcsigázva elérte a Nílust, Bonchamps azonban nem érkezett meg. Ráadásul, mire Marchand odaért, az angol csapatok már beásták magukat a folyó túlsó partján. Ez volt a híres fasodai válság, amely hónapokon át okozott diplomáciai válságot és fenyegetett világháborúval, míg végül a franciák meghátráltak. Az angoloknak sem volt könnyű dolguk: Fasodába ugyanis a mahdista hadseregen át vezetett az út, amelyet Kitchener tábornok vert le több véres csatában. Ezzel kialakult a térség végleges gyarmati felosztása.
Olaszországban a vereség belpolitikai válságot okozott, Crispi miniszterelnöknek le kellett mondania. Az olasz közvélemény egyébként sem támogatta a gyarmati háborút, és a csatát követően ‘Viva Menelik’ kiáltásokkal tömegek vonultak az utcákra. Menelik közel kétezer olasz hadifoglyot ejtett, de megtiltotta katonáinak a bosszút. XIII. Leó pápa levélben kérte az etióp uralkodót, hogy gyakoroljon kegyelmet, akinek ez nem volt ellenére, ám előbb békét akart kötni. Az addisz ababai békét végül 1896. október 26-án írták alá: semmisnek nyilvánították a wuchaléi szerződést, Olaszország elismerte Etiópia függetlenségét. A határok kérdését egy jövőbeni egyezményre hagyták, addig pedig a status quo ante (korábbi helyzet) érvényesült. A békekötés után Menelik valóban szabad eltávozást biztosított a hadifoglyoknak, akik közül azonban számosan Etiópiában telepedtek le.

## Menelik expanziója
Amikor Menelik Aduánál legyőzte Olaszországot, az európai kolonialisták megrémültek, mert nem tudták, mikor és ki fékezheti meg Menelik expanzionista törekvéseit. Menelik már 1896 előtt jelentős mértékben kitágította birodalma határait, majd a következő néhány évben újabb területszerző hadjáratokat folytatott. Hadserege példátlanul nagy volt: 1902-re elérte a 600 000 főt. Az etióp uralkodó nem hagyott kétséget szándékai felől: egy ízben kijelentette, hogy Etiópia határai nyugaton a Nílusig, keleten az Indiai-óceánig, délen pedig a 2. északi szélességig (Kenyáig) terjednek. Menelik expanzionizmusa természetesen nem képviselt azonos súlycsoportot az európaiakéval. Etiópia mindenekelőtt hivatkozhatott történelmi érvekre, különösen egyes déli és keleti területek esetében, amelyek egykor – igaz évszázadokkal azelőtt – már a birodalom részei voltak. A valódi ok azonban Menelik számára az lehetett, hogy igyekezett megelőzni az európaiakat egyfajta preventív gyarmatosítással. A meghódított népek többsége (főleg délen) primitív társadalmakban élt, amelyek gyakran nélkülözték a szervezett állam minden formáját. Menelik ezeket betagolta az etióp birodalomba. Értelmetlen lenne utólag azon vitatkozni, hogy ezen népek számára mi lett volna „jobb”. Menelik hódításának az alternatívája az európai gyarmatosítás volt. Kenya, Nigéria, Kongó és más afrikai gyarmatok példájából tudhatjuk, hogy ez mit jelentett, e helyen nincs módunkban részletesen ismertetni. Az európaiakkal szemben az etióp uralom a meghódított népek számára elsősorban amhara kultúrát jelentett: közvetítő nyelvet, adórendszert, és katonai védelmet nemcsak az európaiak ellen, de a törzsek egymás közti harcában is. Az amhara kultúra elterjedése azonban nem erőszakos, hanem spontán folyamat volt, amely mindenütt csak a szükséges mélységig érintette a helyi társadalmakat, érintetlenül hagyva saját hagyományaikat. Mindezt azért szükséges hangsúlyozni, mert később, az abesszíniai háború idején Olaszország gyakran hangoztatta, hogy beavatkozására az etiópok által „elnyomott” népek felszabadítása érdekében (is) szükség van. Ha Olaszország akkori érvei elfogadhatatlanok is, az a megállapítás mindenképpen megkockáztatható, hogy Menelik voltaképpen több száz kilométer széles határsávot alakított ki a központi, amhara területek déli, nyugati és keleti oldalán.
A meghódított területeken elsősorban amhara katonákat telepítettek le, egymástól kb. egynapi távolságra lévő falvakban. Ezek a katonatelepesek (naftannya) voltak felelősek az adott terület rendjéért és védelméért. Békeidőben tulajdonképpen semmi dolguk nem volt. Ellátásukról a helyi parasztok (gabbar) gondoskodtak, egy-egy naftannya alá 2–10 parasztcsalád tartozott. Mivel a katonaság nem kapott sem fizetést, sem más ellátást az államtól, a parasztok adóiból kellett eltartaniuk magukat. A gabbarok termény-jövedelmük kb. 35%-át adták át földesuruknak, akik ezzel szabadon kereskedhettek. Ezen felül dézsmát (aszrat – tkp. ‘tized’, nem tévesztendő össze az egyháznak fizetendő tizeddel) fizettek. Az amhara katonatelepesek nem közvetlenül érintkeztek a helyi parasztsággal, hanem az egyes települések főnöke (ballabat) útján, aki segítője, a cseka-sum vagy koro útján erőszakkal is kényszeríthette a parasztságot adósságai megfizetésére. Minthogy a ballabat és a cseka-sum (koro) a helyi népességből származott, ők voltak az amhara kultúra (elsősorban nyelv) legfőbb terjesztői.

## Határtalan Etiópia

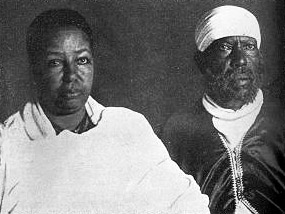
Az idős császári pár: II. Menelik és Taitu császárné

Adua után az európai hatalmak mindent elkövettek, hogy Meneliket határszerződések megkötésére kényszerítsék. Az etióp uralkodó, aki gyakorlatilag Etiópia mai kiterjedéséig tolta a határokat, számolva a realitásokkal, szintén úgy érezte, hogy szerzeményeit nemzetközi szerződésekben kell biztosítania.
Elsőként Franciaországgal sikerült szerződést kötni, a már említett Bonchamps-misszió tevékenységével kapcsolatban. A szerződés a külvilág számára tulajdonképpen csak Francia-Szomáliföld (a mai Dzsibuti) határait jelölte meg 1897-ben. (A Nílusért folytatott francia–etióp szövetséget titokban tartották.) Az ekkor megjelölt határok a mai napig változatlanok.
Mint láttuk, Eritrea déli határának kérdését az 1896-ban megkötött aduai béke elodázta. Olaszországgal végül 1900-ban született megegyezés, mely szerint az olasz gyarmat déli határa a Mareb folyó völgyéig terjedhet. Azonban később is bizonytalanságot okozott, hogy a folyó csak a határ egy szakaszán fut végig, így a keleti részen továbbra is csak szaggatott vonallal lehetett a térképeken megjelölni a feltételezett határt.
1902-ben született meg az egyezmény Nagy-Britanniával a szudáni határvonalról (hivatalosan Angol-egyiptomi Szudán és Etiópia határáról). Ez a szerződés tartalmazta azt is, hogy Etiópia nem építhet sem gátat, sem más vízierőművet a Kék-Níluson, illetve annak mellékfolyóin. Öt évvel később (1907) született egyezmény Brit-Kelet Afrika (Kenya) és Etiópia határáról, ami a Rudolf-tó kettéosztását jelentette.
A legtöbb problémát később a szomáliai határok okozták. Bár Etiópia egyezményt kötött Nagy-Britanniával (1902) Brit Szomáliföld, majd Olaszországgal (1908) Olasz-Szomáliföld határairól, ezek a kijelölések csak térképen történtek meg. Gondot okozott, hogy a térség (Ogaden) félsivatagos területein a nomád pásztorok egyik oázistól a másikig vándoroltak, tudomást sem véve sem határokról, sem egyezményekről. A kietlen pusztaságokban vándorlók sohasem tudhatták, mikor értek egyik ország felségterületéről a másikéba, így az is kérdéses volt, hogy egyes települések voltaképpen hová tartoznak. Később ezt a bizonytalanságot használta ki Olaszország 1934-ben.

## Halála
„MENELIK életének utolsó éveit (1907–13) teljes egyedüllétben, a külvilágtól elszigetelten töltötte”

## Gyermekei
- 1. feleségétől, Altas (–1890) úrnőtől, II. Tevodrosz etióp császár házasságon kívül született lányától, elváltak, gyermekei nem születtek
- 2. feleségétől, Emjat Bafana (1834–1887) soai királynétól, elváltak, 1 testi fogyatékos gyermek:
  - N. (gyermek) (1882–1882)
- 3. feleségétől, Taitu (1851–1918) etióp császárnétól, Betul Hailé Mariam szemieni kormányzó lányától, gyermekei nem születtek
- Házasságon kívüli kapcsolataiból:
  - (Desszeta úrnőtől): Soa Reged (1867–1897) úrnő, 1. férje Vadidzso Gobena (–1905), Gobena Dacsi fallei herceg fia, 1 fiú, 2. férje Rasz Mikael (1850 körül–1918), Volló kormányzója, majd királya, 3 gyermek:
    - (1. férjétől): Vosszen Szeged Vadidzso (1885 – 1908. március 29.) etióp trónörökös
    - (2. férjétől): Zenebe Vork Mikael (1892. december – 1904. április) úrnő, férje Bezibeh (–1905) godzsami alkormányzó, I. Takla Hajmanot godzsami király fia, 1 gyermek, a gyermeke szülésébe halt bele 11 évesen
    - (2. férjétől): N. Mikael (fiú) (–1905 körül), a tizenéves kor elején halt meg
    - (2. férjétől): Kifle Jakob Mikael (1897. február 4. – 1935. november 25.) etióp trónörökös 1909. május 15-től és V. Ijaszu néven Etiópia császára (ur: 1913–1916), 1. felesége Aszter (Romana Vork) (1901–1918 után) tigréi hercegnő, elváltak, nem születtek gyermekei, 2. felesége, Szabla Vangel (–1970) godzsami hercegnő, 1 leány és számos házasságon kívüli gyermek

  - (Getie úrnőtől): Aszfa Vosszen (1873–1888) úr, nem nősült meg, gyermekei nem születtek
  - (Valatta Szelasszié úrnőtől): N. (fiú), 9 évesen halt meg
  - (Abecsu úrnőtől): Aszkala Mariam (1876–1930) úrnő, I. Zauditu néven Etiópia császárnője (ur.: 1916–1930), 1. férje Araja Szelasszié (1867 szeptember előtt – 1888. június 10.), Tigré királya, IV. Johannész etióp császár fia, nem születtek gyermekei, 2. férje Gvangul Zegeje ( – 1904. szeptember), Vag ura (Vagsum), a Zagve-dinasztia feje, 1 leány, 3. férje, Vube Atnaf Szeged (–1913), nem születtek gyermekei, 4. férje, Rasz Gugsza (1877. április – 1930. március 31.), Begameder kormányzója, Taitu etióp császárné unokaöccse, 1 leány:
    - (2. férjétől): N. Gvangul (leány) (Addisz-Abeba, 1891. november – 1895. január)
    - (4. férjétől): N. Gugsza (leány) (Addisz-Abeba, 1906. január – Addisz-Abeba, 1906. január)